# Phaenolobus arvernus
Phaenolobus arvernus är en stekelart som beskrevs av Piton 1940. Phaenolobus arvernus ingår i släktet Phaenolobus och familjen brokparasitsteklar. Inga underarter finns listade i Catalogue of Life.